# ورزشگاه بغداد
ورزشگاه بغداد (به لاتین: Baghdad Stadium) یک ورزشگاه در زیمبابوه است که در Kwekwe واقع شده‌است.